# Olst
Olst est un village situé dans la commune néerlandaise d'Olst-Wijhe, dans la province d'Overijssel. Le 1er janvier 2006, le village comptait 4 780 habitants.
Le 1er janvier 2001, la commune de Wijhe a été rattachée à Olst. Le 1er janvier 2002, cette nouvelle commune est appelée Olst-Wijhe.

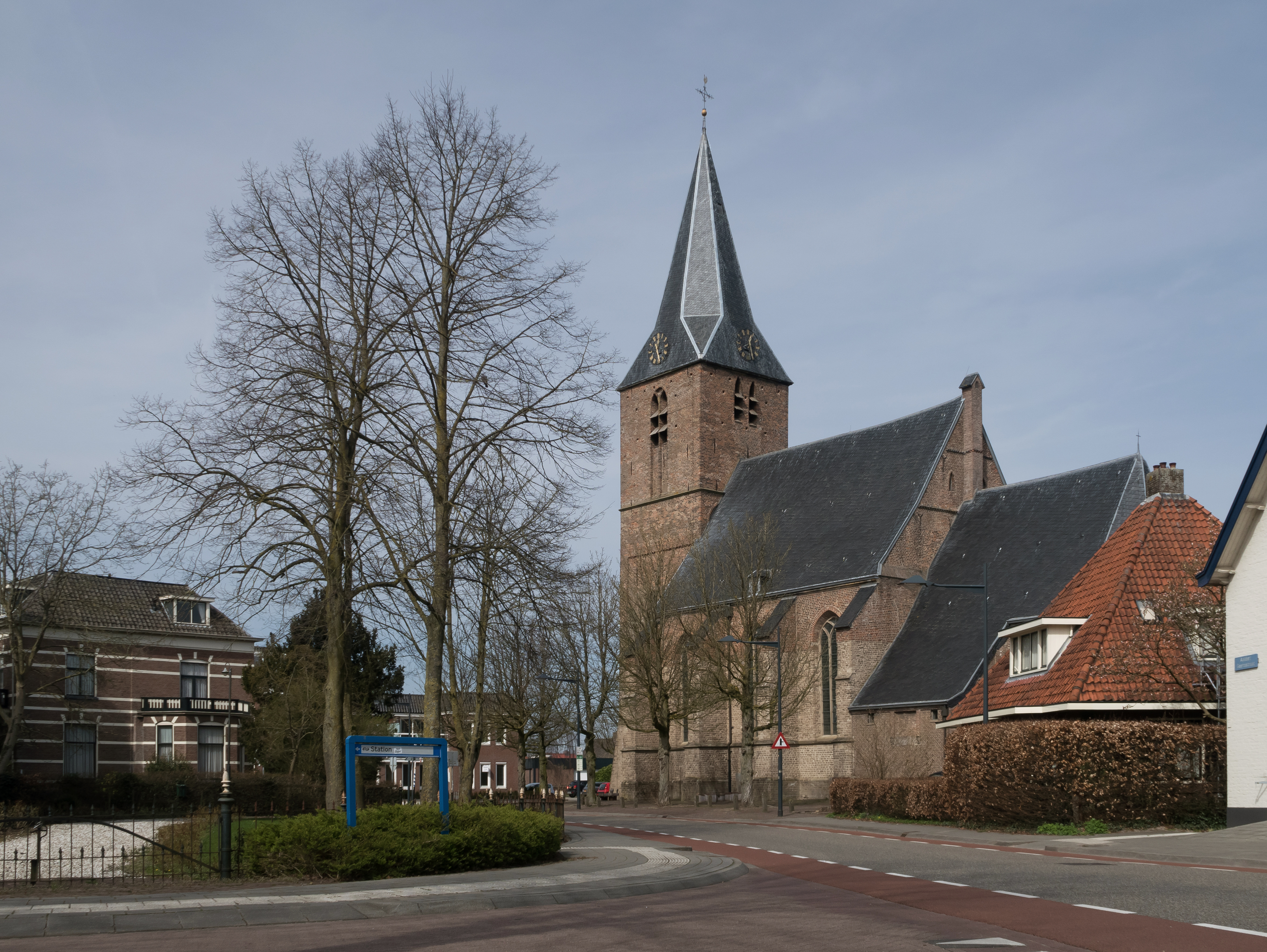
L'église protestante

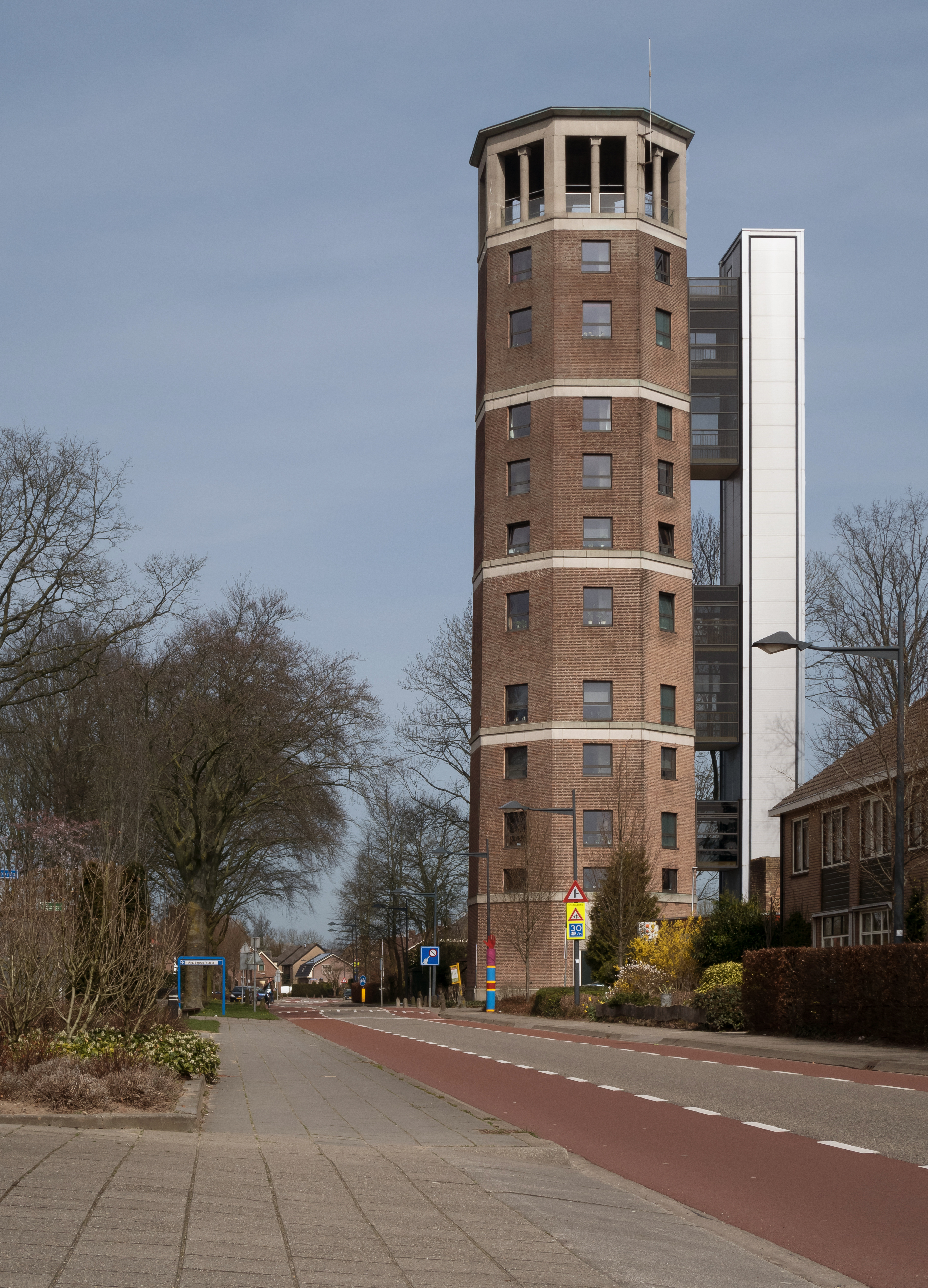
Le château d'eau